# Chủ nghĩa chống tư bản

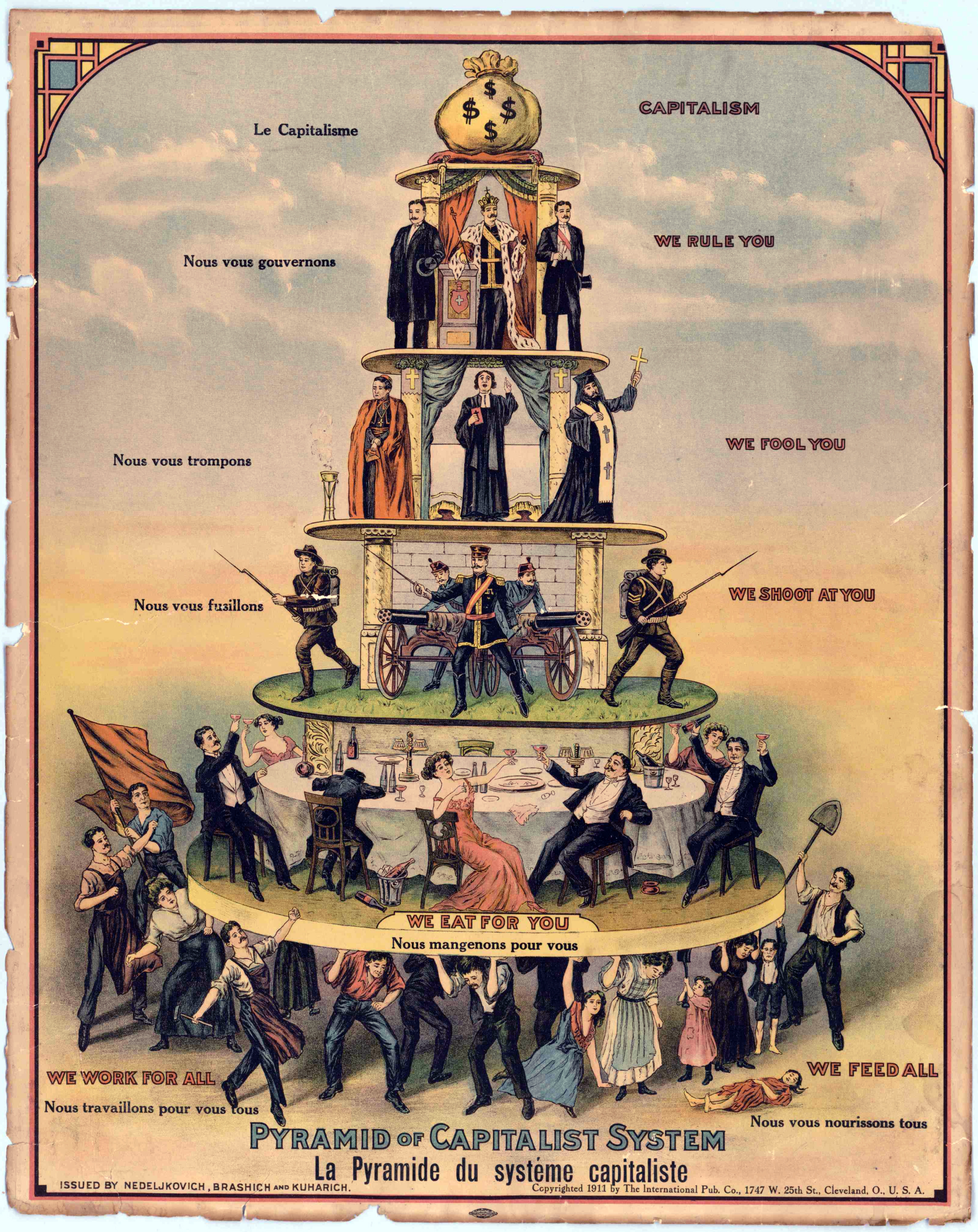
Áp phích Industrial Workers of the World của những người theo chủ nghĩa chống tư bản dán năm 1911. Hình nói về sự mâu thuẫn giai cấp giữa tầng lớp trên và tầng lớp dưới trong xã hội.

Chủ nghĩa chống tư bản (tiếng Anh: Anti-capitalism) là tập hợp các quan điểm chính trị đối lập với chủ nghĩa tư bản bao gồm một loạt các phong trào, ý tưởng và thái độ phản đối chủ nghĩa tư bản. Chủ nghĩa chống tư bản theo nghĩa hẹp là muốn thay thế hoàn toàn chủ nghĩa tư bản bằng một hệ thống kinh tế khác. Tuy nhiên từ này có nghĩa rất rộng nó tập hợp rất nhiều quan điểm và ý thức hệ khác nhau. Cũng có các ý thức hệ trong đó chỉ muốn thay thế hoặc bãi bỏ một số khía cạnh của chủ nghĩa tư bản chứ không phải toàn bộ hệ thống tư bản.

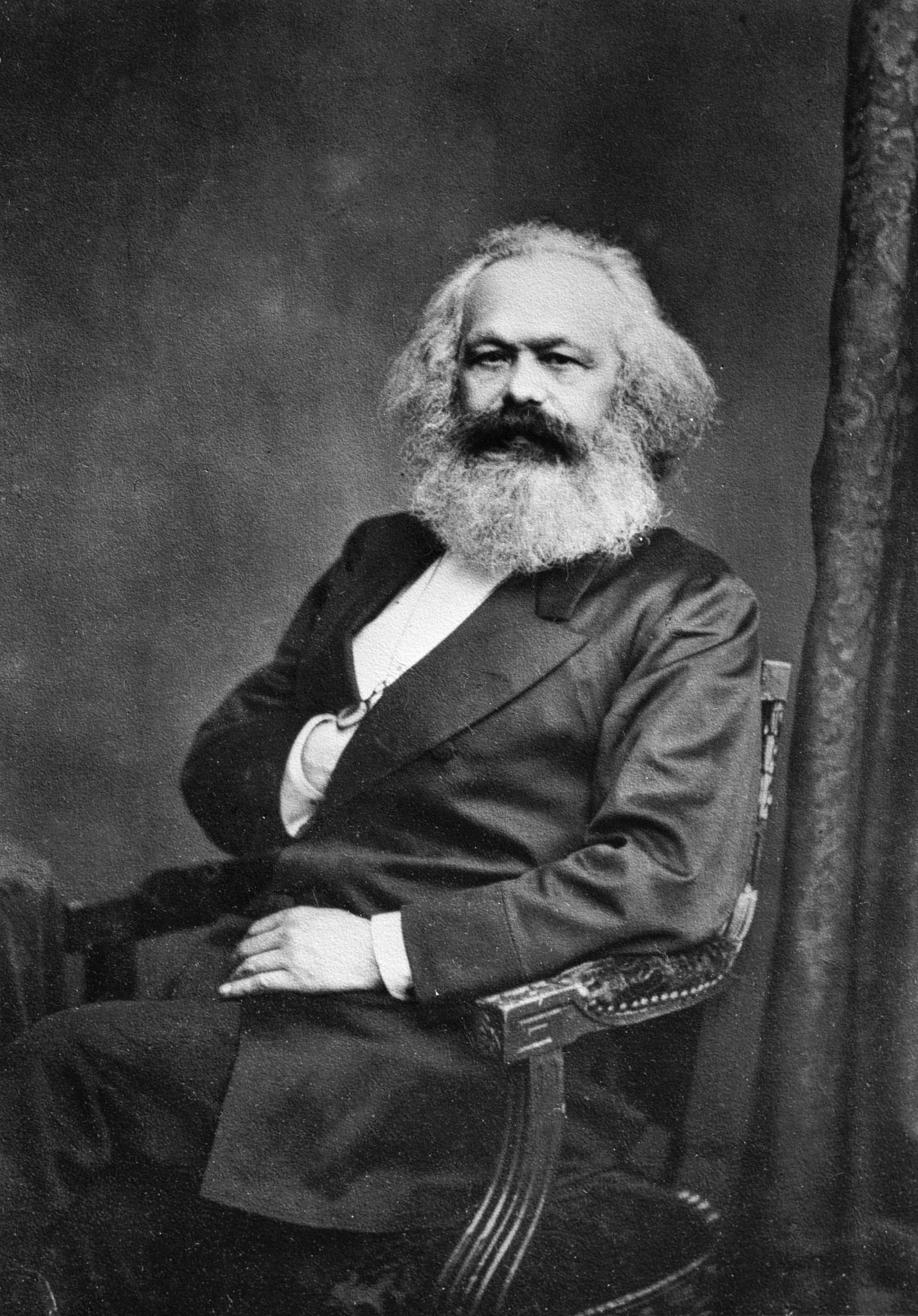
Karl Marx, một trong những "người cha sáng lập" của chủ nghĩa cộng sản và tư tưởng chống chủ nghĩa tư bản

Các trường phái có thể nằm trong chủ nghĩa chống tư bản bao gồm chủ nghĩa xã hội, chủ nghĩa Marx, chủ nghĩa cộng sản, chủ nghĩa xã hội dân chủ, chủ nghĩa bảo vệ môi trường, chủ nghĩa nam nữ bình quyền, một bộ phận các nhóm tôn giáo, những người ủng hộ hệ thống kinh tế và dân chủ tập trung, và các phong trào chống toàn cầu hóa...

## Các chủ nghĩa chống tư bản

### Chủ nghĩa xã hội
Bài chi tiết: Chủ nghĩa xã hội
Chủ nghĩa xã hội bao gồm các tư tưởng chính trị ủng hộ một hệ thống kinh tế-xã hội mà trong đó các sở hữu và các tài sản là thuộc quyền điều khiển của toàn thể cộng đồng nhằm mục đích tiến đến sự công bằng trong xã hội và trong kinh tế.
Quyền điều khiển có thể là trực tiếp qua một tập thể như hình thức công đoàn hay gián tiếp qua hình thức nhà nước. Nhìn theo khía cạnh kinh tế thì chủ nghĩa xã hội có đặc tính là sự sở hữu của các phương tiện sản xuất đã được "cộng đồng hóa".

### Những người chỉ trích xã hội chủ nghĩa vô chính phủ và tự do
Đối với nhà triết học vô chính phủ người Ba Lan có chủ quyền Max Stirner, "tài sản cá nhân là một cái gì đó" sống nhờ ân huệ luật pháp "và nó chỉ trở thành" của tôi "theo hiệu lực của luật pháp." Nói cách khác, tài sản cá nhân tồn tại hoàn toàn " Bảo vệ nhà nước, thông qua ân sủng của Nhà nước ". Thừa nhận nhu cầu bảo vệ của nhà nước, ông Stirner cũng ý thức rằng" không cần tạo ra sự khác biệt đối với "công dân tốt" bảo vệ họ và các nguyên tắc của họ, Hoặc một hiến pháp, một nước cộng hòa, nếu chỉ có họ được bảo vệ. Và nguyên tắc của họ, người bảo vệ họ luôn là 'yêu' là gì? Không phải của lao động ", mà là" sở hữu sở hữu... Lao động vốn, do đó... Lao động bằng vốn và những người lao động ". [12] Nhà bất đồng chính kiến Pháp Pierre Joseph Proudhon phản đối đặc quyền của chính phủ bảo vệ lợi ích của chủ nghĩa tư bản, ngân hàng và đất đai, và sự tích lũy Hoặc mua bất động sản (và bất cứ hình thức ép buộc nào dẫn đến nó) mà ông tin rằng sẽ cản trở cạnh tranh và giữ sự giàu có trong tay của một số ít. Nhà ảo tưởng cá nhân người Tây Ban Nha Miguel Gimenez Igualada nhận thấy "chủ nghĩa tư bản là một ảnh hưởng của chính phủ, sự biến mất của chính phủ có nghĩa là chủ nghĩa tư bản rơi từ bệ của nó vertiginously... Điều mà chúng ta gọi là chủ nghĩa tư bản không phải là cái gì khác mà là một sản phẩm của Nhà nước, trong đó Điều đó đang được đẩy lùi là lợi nhuận, tốt hay xấu, và để chống lại chủ nghĩa tư bản là một nhiệm vụ vô nghĩa, vì nó có thể là Nhà nước tư bản hay chủ nghĩa tư bản doanh nghiệp, miễn là Chính phủ tồn tại, khai thác vốn sẽ tồn tại. Ý thức, là chống lại Nhà nước ".

### Chủ nghĩa Marx
Karl Marx coi chủ nghĩa tư bản là một giai đoạn lịch sử, một khi tiến bộ nhưng cuối cùng nó sẽ trì trệ do các mâu thuẫn bên trong và cuối cùng là theo chủ nghĩa xã hội. Karl Marx tuyên bố rằng chủ nghĩa tư bản không chỉ là một bước đi cần thiết cho tiến trình của con người, mà nó sẽ phải đối mặt với một cuộc cách mạng chính trị trước khi bao trùm xã hội không giai cấp. Người theo chủ nghĩa Marx xác định vốn là "mối quan hệ xã hội, kinh tế" giữa con người (chứ không phải giữa con người và vật). Theo nghĩa này họ tìm cách xoá bỏ vốn. Họ tin rằng sở hữu tư nhân của các phương tiện sản xuất làm phong phú cho các nhà tư bản (chủ sở hữu vốn) với chi phí của người lao động ("người giàu trở nên giàu hơn, và người nghèo trở nên nghèo hơn"). Nói tóm lại, họ cho rằng chủ sở hữu phương tiện sản xuất không hoạt động và do đó khai thác nhân công. Theo quan điểm của Karl Marx, các nhà tư bản cuối cùng sẽ tích lũy ngày càng nhiều vốn bần xóa cho tầng lớp lao động, tạo ra các điều kiện xã hội cho một cuộc cách mạng có thể lật đổ các thể chế tư bản. Quyền sở hữu tư nhân đối với các phương tiện sản xuất và phân phối được coi là sự phụ thuộc của các lớp không sở hữu đối với tầng lớp cầm quyền, và cuối cùng là một nguồn hạn chế về tự do của con người.